# Huttange
Huttange (en luxemburguès: Hitten; en alemany:  Hüttingen) és una vila de la comuna de Beckerich, situada al districte de Diekirch del cantó de Redange. Està a uns 22 km de distància de la ciutat de Luxemburg.
Prop d'Huttange té el naixement el riu Naerdenerbaach.